# Juan Carlos Lallana
Juan Carlos Lallana Morales (Rosario, Argentina; 24 de diciembre de 1938-15 de febrero de 2022) fue un futbolista argentino que se desempeñaba como delantero.

## Clubes
| Club                   | País      | Año         |
| ---------------------- | --------- | ----------- |
| San Lorenzo de Almagro | Argentina | 1957 - 1960 |
| Newell's Old Boys      | Argentina | 1960        |
| Lanús                  | Argentina | 1961        |
| Argentinos Juniors     | Argentina | 1962 - 1964 |
| River Plate            | Argentina | 1964 - 1967 |
| Deportivo Cali         | Colombia  | 1968 - 1969 |
| Atlético Nacional      | Colombia  | 1970 - 1971 |
| Independiente Medellín | Colombia  | 1972        |
| Banfield               | Argentina | 1973        |

### Campeonatos nacionales
| Título           | Equipo                 | País      | Año  |
| ---------------- | ---------------------- | --------- | ---- |
| Primera División | San Lorenzo de Almagro | Argentina | 1959 |
| Primera División | Deportivo Cali         | Colombia  | 1969 |